# Kumudini Lakhia
Kumudini Lakhia, née le 17 mai 1930 en Inde britannique et morte le 12 avril 2025 à Ahmedabad (Gujarat, Inde), est une danseuse et chorégraphe indienne kathak.
Basée à Ahmedabad, elle y fonde en 1967 l'école de danse et de musique kadamb. Pionnière de la danse kathak contemporaine, on lui attribue le mérite de s'être éloignée de la forme solo du kathak à partir des années 1960, en la transformant en un spectacle de groupe, ainsi qu'en effectuant des innovations telles que la suppression des traditions et l'ajout de scénarios contemporains,,.

## Biographie

### Jeunesse et formation
Kumudini Lakhia commence sa formation Kathak avec Sohanlal du Bikaner Gharana à l'âge de sept ans. Viennent ensuite Ashiq Hussain de Benaras Gharana et Sunder Prasad de l'école de Jaipur[pas clair]. Encouragée par sa mère, Leela, elle-même chanteuse classique, elle est envoyée parfaire sa formation sous la tutelle de Radheylal Misra, lui-même disciple de Jai Lal. Elle termine ses études à Lahore et son parcours universitaire à Allahabad.

### Carrière
Kumudini Lakhia commence sa carrière en dansant avec Ram Gopal lors de sa tournée en Occident, faisant pour la première fois connaître la danse indienne aux étrangers, puis devient danseuse et chorégraphe à part entière. Elle apprend d'abord auprès de divers mentors du gharana de Jaipur, puis de Shambhu Maharaj.
Elle est particulièrement connue pour ses chorégraphies de groupe. Certaines de ses chorégraphies les plus célèbres incluent Dhabkar, Yugal et Atah Kim, qu'elle interprète lors du Kathak Mahotsav annuel de Delhi en 1980. Elle est également chorégraphe dans le film hindi Umrao Jaan (1981), aux côtés de Gopi Krishna,.
Elle est le mentor de nombreux disciples, dont les danseurs kathak Aditi Mangaldas, Vaishali Trivedi, Sandhya Desai, Daksha Sheth, Maulik Shah, Ishira Parikh, Prashant Shah, Urja Thakore et Parul Shah, entre autres.

### Vie privée
Kumudini Lakhia épouse Rajnikant Lakhia[Quand ?], qui étudie le droit à Lincoln's Inn et est violoniste dans la compagnie Ram Gopal. Ils déménagent à Ahmedabad en 1960. Elle a un fils, Shriraj, et une fille, Maitreyi.

## Chorégraphies
- 1969 : Variation in Thumri
- 1970 : Venu Nad
- 1985 : Bhajan
- 1970 : Hori
- 1971 : Kolaahal
- 1971 : Duvidha
- 1973 : Dhabkar
- 1976 : Yugal
- 1981 : Umrao Jaan
- 1982 : Atah Kim
- 1990 : Okha Haran
- 1993 : Hun-Nari
- 1993 : Golden Chains (pour Neena Gupt), Londres
- 1993 : Sam Samvedan
- 2003 : Samanvay
- 1999 : Bhav Krida
- 2006 : Feathered Cloth – Hagoromo
- 2005 : Mushti[6]

## Récompenses et honneurs
- 1987 : Padma Shri par le gouvernement indien
- 2010 : Padma Bhushan
- 1982 : Prix Sangeet Natak Akademi, décerné par le Sangeet Natak Akademi
- 2002-2003 : Kalidas Samman pour l'année
- 2011 : Sangeet Natak Akademi Tagore Ratna par Sangeet Natak Akademi
- 2021 : Guru Gopinath Desiya Natya Puraskaram par le gouvernement du Kerala[10]